# وزارة الشؤون القانونية (عمان)
وزارة الشؤون القانونية هي الجهة المعنية في سلطنة عمان بإعداد ومراجعة مسودات التشريعات، تم دمجهما في وزارة العدل والشؤون القانونية بتاريخ أغسطس 2020.
أنشئت وزارة الشؤون القانونية بموجب المرسوم السلطاني رقم (2/94) الصادر بتاريخ 5 يناير 1994م، ومنذ ذلك الوقت تقوم الوزارة بدور حيوي في تطوير المنظومة القانونية العمانية المتكاملة التي يقع على قمة هرمها النظام الأساسي للدولة الصادر بالمرسوم السلطاني رقم (101/96)، والذي تستند عليه المراسيم السلطانية والقوانين التي تصدر من حين لآخر.
الاختصاصات

## اختصاصات الوزارة
صدر بتحديد اختصاصات وزارة الشؤون القانونية المرسوم السلطاني رقم (14/94)، وتتمثل هذه الاختصاصات فـي الآتي:
1. العمل على تطوير القوانين لمواكبة النهضة التي تشهدها السلطنة، والتنسيق في هذا الشأن مع الوزارات والجهات الحكومية المعنية.
2. إعداد مشروعات المراسيم السلطانية والقوانين واتخاذ إجراءات إصدارها.
3. مراجعة مشروعات المراسيم السلطانية والقوانين واللوائح والقرارات الوزارية المقدمة من الوزارات وكافة الوحدات الحكومية قبل إصدارها ونشرها في الجريدة الرسمية.
4. دراسة ومراجعة مشروعات المعاهدات والاتفاقيات الدولية التي تعقدها السلطنة، وإبداء الرأي في طلبات الانضمام إلى الاتفاقيات والمعاهدات القائمة.
5. مراجعة العقود التي تترتب عليها التزامات مالية على الدولة تجاوز نصف مليون ريال عماني قبل توقيعها من أية وحدة حكومية.
6. إبداء الرأي القانوني، وإصدار الفتاوى والتفسيرات الرسمية المعتمدة للمراسيم السلطانية والقوانين واللوائح والقرارات الوزارية كلما تطلب الأمر ذلك وبما يؤدي إلى ترسيخ وتوحيد المفاهيم القانونية والالتزام بها وتطبيق أحكامها.
7. رعاية مصلحة الحكومة في المنازعات التي قد تنشأ بسبب تنفيذ العقود التي ترتبط بها.
8. إصدار الجريدة الرسمية وتحديد ما يصلح للنشر فيها في ضوء القوانين المعمول بها في السلطنة.
9. مثيل السلطنة في المنظمات والمؤتمرات الدولية والإقليمية في مجال الشؤون القانونية.